# تيم كين
تيموثي مايكل كين (بالإنجليزية: Tim Kaine)‏ (26 فبراير 1958) هو محامي وسياسي أمريكي يشغل منصب عضو مجلس الشيوخ الأمريكي الأحدث عن ولاية فرجينيا منذ عام 2013. شغل سابقًا، كعضو في الحزب الديمقراطي، منصب نائب حاكم ولاية فرجينيا الثامن والثلاثين منذ عام 2002 حتى عام 2006، وحاكم فرجينيا السبعين منذ عام 2006 حتى عام 2010. كان كين المرشح الديمقراطي لمنصب نائب هيلاري كلينتون المرشحة لرئاسة الولايات المتحدة في انتخابات عام 2016.
وُلِد كين في سانت بول بولاية مينيسوتا، ونشأ في أوفرلاند بارك في ولاية كانساس، وتخرج من جامعة ميسوري في كولومبيا بولاية ميسوري، وحصل على درجة الدكتوراه في القانون من كلية الحقوق بجامعة هارفارد قبل ولوجه في العمل الخاص، وقبل أن يصبح محاضرًا في كلية جامعة ريتشموند للقانون. انتُخِب لأول مرة لمنصب عام في عام 1994، وذلك عندما فاز بمقعد في مجلس مدينة ريتشموند. انتُخِب أيضًا عمدة ريتشموند في عام 1998، وشغل هذا المنصب حتى انتخابه نائب حاكم ولاية فرجينيا في عام 2001. انتُخِب كين حاكمًا لولاية فرجينيا في عام 2005، وشغل هذا المنصب منذ عام 2006 حتى عام 2010. كان رئيسًا للجنة الوطنية الديمقراطية منذ عام 2009 حتى عام 2011.
قدمت هيلاري كلينتون كين لمنصب نائب الرئيس في 22 يوليو عام 2016. رشحه المؤتمر الوطني الديمقراطي لعام 2016 في 27 يوليو. خسرت قائمة كلينتون-كين في المجمع الانتخابي، وبالتالي الانتخابات، أمام قائمة دونالد ترامب ومايك بنس الجمهورية في 8 نوفمبر عام 2016، وذلك على الرغم من فوزها بأغلبية الأصوات الشعبية الوطنية. سعى كين بنجاح لإعادة انتخابه لولاية ثانية في مجلس الشيوخ في عام 2018، وهزم الجمهوري كوري ستيوارت.

## مجلس الشيوخ الأمريكي

### انتخابات عام 2012
أعلن كين في 5 أبريل عام 2011 أنه سيرشح نفسه لمقعد عضو مجلس الشيوخ جيم ويب بعد قرار الأخير بعدم السعي في إعادة انتخابه. تردد بالبداية في العودة إلى المناصب العامة، ولكن ويب وعضو مجلس الشيوخ مارك وارنر وديمقراطيين آخرين من ولاية فرجينيا رأوا كين كأقوى مرشح ديمقراطي محتمل وأقنعوه بالترشح. عين كين لورانس روبرتس رئيسًا لحملته، واختار مايك هنري مديرًا لها. صور كين مقاطع فيديو إعلانية باللغتين الإنجليزية والإسبانية، ولم يتعارض ذلك مع ترشيح الحزب الديمقراطي. هزم كين عضو مجلس الشيوخ السابق والحاكم جورج ألين في الانتخابات العامة.

### الولاية
أدى كين اليمين الدستورية لمدة ست سنوات في 3 يناير عام 2013، واجتمع من جديد مع عضو مجلس الشيوخ الأكبر مارك وارنر. كان كين نائب الحاكم عندما كان وارنر حاكم فرجينيا.
ألقى كين في 11 يونيو عام 2013 خطابًا في قاعة مجلس الشيوخ لدعم مشروع قانون الهجرة «مجموعة الثمانية» الصادر عن الحزبين الديمقراطي والجمهوري. كان الخطاب بالكامل باللغة الإسبانية، وهي المرة الأولى التي يلقي فيها أحد أعضاء مجلس الشيوخ خطابًا في قاعة مجلس الشيوخ بلغة أخرى غير الإنجليزية.
ضغط كين، بصفته عضوًا في لجنة مجلس الشيوخ للشؤون الخارجية، من أجل الحصول على تفويض جديد من الكونغرس لاستخدام القوة العسكرية للعمليات الأمريكية ضد الدولة الإسلامية في العراق والشام (داعش). أيد كين خطة العمل الشاملة المشتركة مع إيران، وذلك على الرغم من أنه ساعد عضو مجلس الشيوخ الجمهوري بوب كوكر في إجراء تصويت على قرار عدم الموافقة على الصفقة. ذهب كين بعدة رحلات في جميع أنحاء الشرق الأوسط، واجتمع مع قادة دول مثل تركيا وإسرائيل.
واصل كين التدريس بدوام جزئي في جامعة ريتشموند أثناء وجوده في مجلس الشيوخ، وحصل على راتب قدره 16 ألف دولار سنويًا.
انتقد كين دونالد ترامب كثيرًا خلال حملة نائب الرئيس لعام 2016، وقال إن ترامب «يخيفني حتى الموت كقائد أعلى»، وإنه يملك «ولعًا غريبًا بالرجال الأقوياء والقادة المستبدين». واصل كين انتقاد «الميول الاستبدادية» للرئيس الجديد في عام 2017 بعد تولي الأخير منصبه؛ وأشار إلى هجماته على الإعلام والقضاة والمتظاهرين السلميين. قال كين في حدث ما في جامعة جورج ميسون بعد تولي ترامب لمنصبه إن الأمريكيين «في تجربة حية لمعرفة فعالية الدستور في العمل من أجل التحقق من السلطة التنفيذية».
التقى كين مع البابا فرانسيس أمام جمهور عام في الفاتيكان في فبراير عام 2017. التقى أيضًا بالهيئة اليسوعية لخدمة اللاجئين لمناقشة مسألة اللاجئين، والتقى بمسؤولي الفاتيكان لمناقشة قضايا أمريكا اللاتينية. ألقى في الشهر نفسه خطابًا عن «مبدأ ترومان» في تشاتام هاوس بلندن.

### تعيينات اللجان والتجمعات الحزبية
كان كين عضوًا في لجنة القوات المسلحة واللجنة المعنية بالميزانية، ولجنة العلاقات الخارجية في اجتماع الكونغرس رقم 113 (2013-2015). كان عضوًا في نفس اللجان الثلاث، بالإضافة إلى اللجنة الخاصة المعنية بالشيخوخة في اجتماع الكونغرس رقم 114. عُيِّن كين في يوليو عام 2013 رئيسًا للجنة الفرعية للعلاقات الخارجية في مجلس الشيوخ الأمريكي المعنية بالشرق الأدنى، وجنوب آسيا، وآسيا الوسطى، ومكافحة الإرهاب.
كان كين عضوًا في اللجنة الفرعية المعنية بالتهديدات والإمكانات الناشئة، واللجنة الفرعية للجاهزية والدعم الإداري (والذي يُعتبر عضوًا بارزًا فيها)، واللجنة الفرعية للقوة البحرية، وذلك أثناء تواجده داخل لجنة مجلس الشيوخ للقوات المسلحة.
كان كين عضوًا في اللجنة الفرعية المعنية بوزارة الخارجية والوكالة الأمريكية للتنمية الدولية، والعمليات الدولية، والتنمية الدولية الثنائية (والذي يُعتبر عضوًا بارزًا فيها)، واللجنة البرلمانية الفرعية للتعاون الأمني والإقليمي مع أوروبا، واللجنة الفرعية المعنية بالشرق الأدنى وجنوب آسيا وآسيا الوسطى ومكافحة الإرهاب، واللجنة الفرعية لنصف الأرض الغربي والإجرام الدولي، والأمن المدني، والديمقراطية، وحقوق الإنسان وقضايا المرأة العالمية داخل لجنة مجلس الشيوخ للعلاقات الخارجية.
أسس كين مع عضو مجلس الشيوخ الجمهوري روب بورتمان من ولاية أوهايو في يناير عام 2014 مؤتمر مجلس الشيوخ للتعليم المهني والتقني التابع لنظام الحزبين، والذي يركز على التعليم المهني والتقني. شارك كين وبورتمان في رئاسة المؤتمر، وقدما قانون التميز والإنصاف في التعليم المهني والتقني إلى مجلس الشيوخ في عام 2014؛ وكان التشريع سيقدم 500 مليون دولار من التمويل الفيدرالي الذي سيوزع من خلال منح تنافسية للمدارس الثانوية لتوفير المزيد من برامج التعليم المهني والتقني. كان من شأن التشريع، الذي قُدِّم كتعديل لقانون كارل دي بيركنز للتعليم المهني والتقني لعام 2006، أن يعزز التمهّن (التلمذة) والمبادرات المماثلة. قدم كين وبورتمان تشريعًا مشابهًا في عام 2017، وهو قانون تعليم القوى العاملة المستقبلية.

## روابط خارجية
- تيم كين على موقع IMDb (الإنجليزية)
- تيم كين على موقع IMDb (الإنجليزية)
- تيم كين على موقع ميتاكريتيك (الإنجليزية)
- تيم كين على موقع الموسوعة البريطانية (الإنجليزية)
- تيم كين على موقع روتن توميتوز (الإنجليزية)
- تيم كين على موقع مونزينجر (الألمانية)
- تيم كين على موقع رولينغ ستون (الإنجليزية)
- تيم كين على موقع إن إن دي بي (الإنجليزية)
- تيم كين على موقع قاعدة بيانات الفيلم (الإنجليزية)
- تيم كين على موقع ليتربوكسد (الإنجليزية)